# Forever (албум)
Forever е третият студиен албум на дарк уейв групата Нова генерация, издаден през 1991 г. Съдържа 16 песни. Групата по това време е в състав: Димитър Воев, Екатерина Атанасова, Георги Стоилов и Симеон Воев. Заснети са клипове към „Скорпионите танцуват сами“ и „Тъмна земя“. Записани са нови версии на няколко песни от първия албум Вход Б като „Студен живот“ и „Страх“. 

## Списък на песните
- Скорпионите танцуват сами
- Прилепът
- Китайско момиче
- Арлина
- Човекът змия
- Изповед
- Страх – II
- Ангели
- The Caravan Of Souls
- Малко момиченце
- Мухата
- Студен живот
- Патриотична песен
- Тъмна Земя
- Нова Генерация завинаги
- Joyful Company